# ريان ويلسون
ريان ويلسون (بالإنجليزية: Ryan Wilson)‏ (و. 1987  م) هو لاعب هوكي الجليد كندي، ولد في وندزر، بيركشاير، مركز لعبه هو مدافع ‏.
.

## روابط خارجية
- ريان ويلسون على موقع دوري الهوكي الوطني (الإنجليزية)
- ريان ويلسون على موقع EliteProspects.com (الإنجليزية)
- ريان ويلسون على موقع Eurohockey.com (الإنجليزية)
- ريان ويلسون على موقع HockeyDB.com (الإنجليزية)
- ريان ويلسون على موقع Hockey-Reference.com (الإنجليزية)